# MIME Encapsulation of Aggregate HTML Documents
MIME Encapsulation of Aggregate HTML Documents (MHTML) ist ein Standard zum Speichern einer kompletten HTML-Seite in einer einzigen Archivdatei.
Die Abkürzung MHTML bedeutet in etwa „MIME-Einbindung von zusammengesetzten HTML-Dokumenten“. Der Standard wird von der IETF als RFC 2557 geführt.
Mit MHTML soll das Problem behoben werden, dass beim Speichern einer HTML-Seite durch den Anwender – neben der eigentlichen HTML-Datei – Grafiken und andere darauf dargestellte Elemente separat gespeichert werden müssen, was letztlich auch Änderungen an der eigentlichen HTML-Datei erfordert.
In MHTML werden Webseiten einschließlich ihrer Grafiken und anderer eingebetteter Elemente in eine kompakte Form gebracht, die als eine einzige Datei in einem MIME-fähigen Format abgelegt wird. Bestimmte Inhalte, z. B. Skripte, die nicht von derselben Domain wie die Webseite kommen, werden nicht gespeichert. MHTML-Dateien werden in der Regel mit der Endung .mht oder .mhtml gespeichert.
Das Format ist wie eine MIME-E-Mail aufgebaut. MHTML wird beispielsweise bei HTML-E-Mails zum Einbetten von Bildern in der E-Mail verwendet.
Um einzelne Webseiten in einer möglichst originalgetreuen Form zu archivieren, ist MHTML ein geeignetes Mittel. Inhalte ganzer Websites hingegen können nicht effizient archiviert werden; für solche Zwecke bietet sich z. B. wget an.
Eine andere Möglichkeit, Elemente in eine HTML-Datei einzubetten, ist die Methode Data-URL.
Das Format wird derzeit (2018) von den Browsern Internet Explorer, Edge, Google Chrome, Vivaldi und Opera unterstützt. In der WebKit-Engine ist das Feature inzwischen auch implementiert. Mozilla Firefox unterstützt das Format nicht, da Browser-Add-ons wie Mozilla Archive Format und unMHT seit Firefox Quantum (Version 57) nicht mehr kompatibel sind. Bei einigen Smartphones werden Webseiten vom eingebauten Browser im MHTML-Format gespeichert.
Chrome hat eine Reihe von Problemen bei der Anzeige von MHTML-Dateien, die dazu führen, dass abgespeicherte Seiten nicht so aussehen wie das Original.
Andere Archivformate für Internetseiten sind das Mozilla Archive Format, Safari Webarchive und Chromes SingleFile extension.